# Jacek Chmielnik
Jacek Chmielnik, né le 31 janvier 1953 à Łódź et mort le 22 août 2007 à Suchawa, est un acteur, metteur en scène, dramaturge et animateur de télévision polonais,,. En 1983, il reçoit la Croix de bronze du mérite.

## Biographie
Diplômé de la faculté d'art dramatique de l'École nationale de cinéma de Łódź en 1975, Jacek Chmielnik fait ses débuts la même année au Théâtre Ateneum de Varsovie. Il se produira ensuite aux théâtres de Kalisz, Łódź, Bialystok, Poznań, Cracovie, Chorzów, Kielce, Gliwice, Elblag et Wroclaw. En 1993-1996, il est directeur du Nouveau Théâtre de Lodz.
A l'écran, un vrai succès l'attend en 1981, à la sortie de la comédie criminelle Vabank de Juliusz Machulski où il incarne l'un des faire-valoirs. Il aura l'occasion de jouer sous la direction de Machulski dans Vabank 2 (1984) et dans Kingsajz (1988). Il apparait à la télévision dans plusieurs séries et anime un jeu télévisé Kochamy polskie seriale sur TVP 1 au début des années 2000.
Il était aussi un auteur dramatique. Sa comédie Romance est adaptée pour la première fois au Théâtre Juliusz-Słowacki en 1986 et sera ensuite jouée dans de nombreux théâtres polonais, et aux États-Unis.
Jacek Chmielnik meurt électrocuté par un élément de système électrique défectueux dans le sous-sol de sa maison de campagne à Suchawa. Le 28 août 2007, son enterrement a lieu au cimetière de Zarzew à Łódź,.

## Filmographie

### Cinéma
- 1981 : Vabank de Juliusz Machulski : Moks
- 1984 : Vabank 2 de Juliusz Machulski : Moks
- 1987 : Kingsajz de Juliusz Machulski : Olo

### Télévision
- De 2005 à 2006 : Warto kochać : Piotr